# ザポリージャの住居ビルへの爆撃
ザポリージャの住居ビルへの爆撃（ザポリージャのじゅうきょビルへのばくげき）は、2022年ロシアのウクライナ侵攻下の2022年10月9日早朝にウクライナのザポリージャのアパートに対して行われたロシア軍のミサイル攻撃を指す。爆撃により13人が死亡、89人以上が負傷した。
キーウ、リヴィウ、ドニプロ、ムィコラーイウ、ジトーミルへの爆撃と同様にクリミア大橋の大部分が損壊した爆発の翌日に行われ、ロシアの大統領ウラジーミル・プーチンはウクライナが爆発を起こしたと非難し、テロ行為と呼んだ。

## 背景
2022年ロシアのウクライナ侵攻において、ロシア軍は民間人への攻撃を繰り返し行っていた。ザポリージャ州では、9月30日に民間人の車列へのミサイル攻撃が行われ、32人が死亡し、およそ90人が負傷した。このミサイル攻撃はロシアによる併合宣言に先立って行われた形になる。
10月8日、ロシア軍がクリミアへの進入に使う重要な補給路であるクリミア大橋が爆発し、大きな被害を受けた。

## 爆撃
ミサイル6発が住宅地に向かって発射され、アパートが破壊され、70棟が被害を受け、子ども１人を含む17人が死亡し、子ども11人を含む89人が負傷した。伝えられるところでは、ザポリージャのロシアの占領地から発射されたものとされる。